# 阿尔东 (瓦莱州)
阿尔东（法語：Ardon，法語發音：[aʁdɔ̃] ⓘ）是瑞士瓦莱州的一个市镇。该市镇总面积为20.35平方千米，海拔高度503米，截至2018年12月31日总人口为3,212人。